# أندرس هنريكسون
أندرس هنريكسون (بالسويدية: Anders Henrikson)‏ هو مخرج وكاتب سيناريو ومخرج وممثل سويدي، ولد في 13 يونيو 1896 في السويد، وتوفي بنفس المكان في 17 أكتوبر 1965. من الجوائز التي نالها جائزة أوجين أونيل ‏.

## أعمال

### أفلام
- (1948) السجن

## جوائز
- جائزة أوجين أونيل [الإنجليزية]‏

## وصلات خارجية
- أندرس هنريكسون على موقع IMDb (الإنجليزية)
- أندرس هنريكسون على موقع ألو سيني (الفرنسية)
- أندرس هنريكسون على موقع أول موفي (الإنجليزية)
- أندرس هنريكسون على موقع قاعدة بيانات الأفلام السويدية (السويدية)
- أندرس هنريكسون على موقع قاعدة بيانات الفيلم (الإنجليزية)
- أندرس هنريكسون على موقع كينوبويسك (الروسية)